# Greklands herrlandslag i vattenpolo
Greklands herrlandslag i vattenpolo (grekiska: Εθνική Ελλάδας υδατοσφαίρισης ανδρών) representerar Grekland i vattenpolo på herrsidan. 
Laget tog silvermedalj i olympiska sommarspelen 2020. De tog även silver vid världsmästerskapen 2023 samt brons 2005, 2015 och 2022.

## Resultat

### Olympiska spel
- 1920 – 5:e
- 1924 – 1:a omgången
- 1948 – 1:a omgången
- 1964 – 7:e
- 1968 – 14:e
- 1972 – 14:e
- 1980 – 10:e
- 1984 – 8:e
- 1988 – 9:e
- 1992 – 10:e
- 1996 – 6:e
- 2000 – 10:e
- 2004 – 4:e
- 2008 – 7:e
- 2012 – 9:e
- 2016 – 6:e
- 2020 –  Silver
- 2024 – 5:e

### Världsmästerskap
- 1973 – 12:e
- 1978 – 12:e
- 1982 – 12:e
- 1986 – 11:e
- 1991 – 10:e
- 1994 – 7:e
- 1998 – 8:e
- 2001 – 6:e
- 2003 – 4:e
- 2005 –  Brons
- 2007 – 6:e
- 2013 – 6:e
- 2015 –  Brons
- 2017 – 4:e
- 2019 – 7:e
- 2022 –  Brons
- 2023 –  Silver
- 2024 – 5:e
- 2025 –  Brons

### Europamästerskap
- 1970 – 10:e
- 1985 – 8:e
- 1989 – 11:e
- 1991 – 6:e
- 1993 – 7:e
- 1995 – 9:e
- 1997 – 7:e
- 1999 – 4:e
- 2001 – 7:e
- 2003 – 7:e
- 2006 – 6:e
- 2008 – 11:e
- 2010 – 9:e
- 2012 – 6:e
- 2014 – 6:e
- 2016 – 4:e
- 2018 – 5:e
- 2020 – 7:e
- 2022 – 5:e
- 2024 – 5:e

## Nuvarande trupp
Truppen till VM 2024 i Doha.
- Huvudtränare: Thodoris Vlachos

- 1 Emmanouil Zerdevas (målvakt)
- 2 Konstantinos Genidounias
- 3 Dimitrios Skoumpakis
- 4 Konstantinos Gkiouvetsis
- 5 Ioannis Fountoulis
- 6 Alexandros Papanastasiou
- 7 Nikolaos Gkillas
- 8 Stylianos Argyropoulos
- 9 Ioannis Alafragkis
- 10 Konstantinos Kakaris
- 11 Dimitrios Nikolaidis
- 12 Angelos Vlachopoulos
- 13 Panagiotis Tzortzatos (målvakt)
- 14 Efstathios Kalogeropoulos
- 15 Nikolaos Papanikolaou

### Fotnoter
1. ↑  Todor Krastev (26 juli 2005). ”Men Water Polo World Championship 2005 Montreal (CAN) - 18-30.07 Winner Serbia Mont.” (på engelska). Sport Statistics. Arkiverad från originalet den 27 juni 2015. https://web.archive.org/web/20150627060716/http://todor66.com/Water_Polo/World/Men_2005.html. Läst 26 juni 2015.
2. ↑  Todor Krastev (26 juli 2015). ”Men Water Polo XVI World Championship 2015 Kazan (RUS) - 27.07-08.08 - Winner Serbia” (på engelska). Sport Statistics. Arkiverad från originalet den 30 september 2015. https://web.archive.org/web/20150930132049/http://todor66.com///Water_Polo/World/Men_2015.html. Läst 9 augusti 2015.
3. ↑  ”21st World Aquatics World Championships Men's Water Polo Team Roster GRE”. Omega Timing. Arkiverad från originalet den 13 februari 2024. https://web.archive.org/web/20240213150921/https://waterpolo.sportresult.com/pdf/WCH2024/MGRE-R.pdf. Läst 14 februari 2024.